# Bauer (hockey)
Pour les articles homonymes, voir Bauer.
Bauer Performance Sports (rebaptisée Nike Bauer de 2005 à 2008) est l'un des principaux fabricants d'équipements de hockey sur glace. Bauer fabrique des casques, des gants, bâtons, patins, protège-tibias, pantalons, épaulières, coudières, ainsi que l'équipement des gardiens de but.

## Histoire
En 1927, la famille Bauer, propriétaires de la marque de chaussure Western Company, crée la société Bauer au Canada dans la ville de Kitchener en Ontario.
En 1994 Nike fait de Bauer une filiale du groupe. En 2006 Nike et Bauer deviennent la marque commune Nike Bauer, devenant au passage l'un des géants de l'industrie des équipements de hockey sur glace, notamment dans la Ligue nationale de hockey. C'est la première fois que Nike utilise un nom de marque partenaire sur un produit.
En 2008, Nike se sépare de Bauer en le vendant à un groupe d'investisseurs dirigé par l'homme d'affaires Graeme Roustan, d'origine québécoise, et la firme américaine d'investissement privé Kohlberg & Co. La vente est estimée à 200 millions de dollars. Bauer continuera d'utiliser la marque Nike Bauer Hockey sur les produits déjà sur le marché jusqu'en 2010. Bauer est la principale compagnie de la Ligue professionnelle de hockey féminin.

## Joueurs sponsorisés
Voici une liste de certains joueurs utilisant un équipement Bauer dans la Ligue nationale de hockey et dans la Ligue professionnelle de hockey féminin.

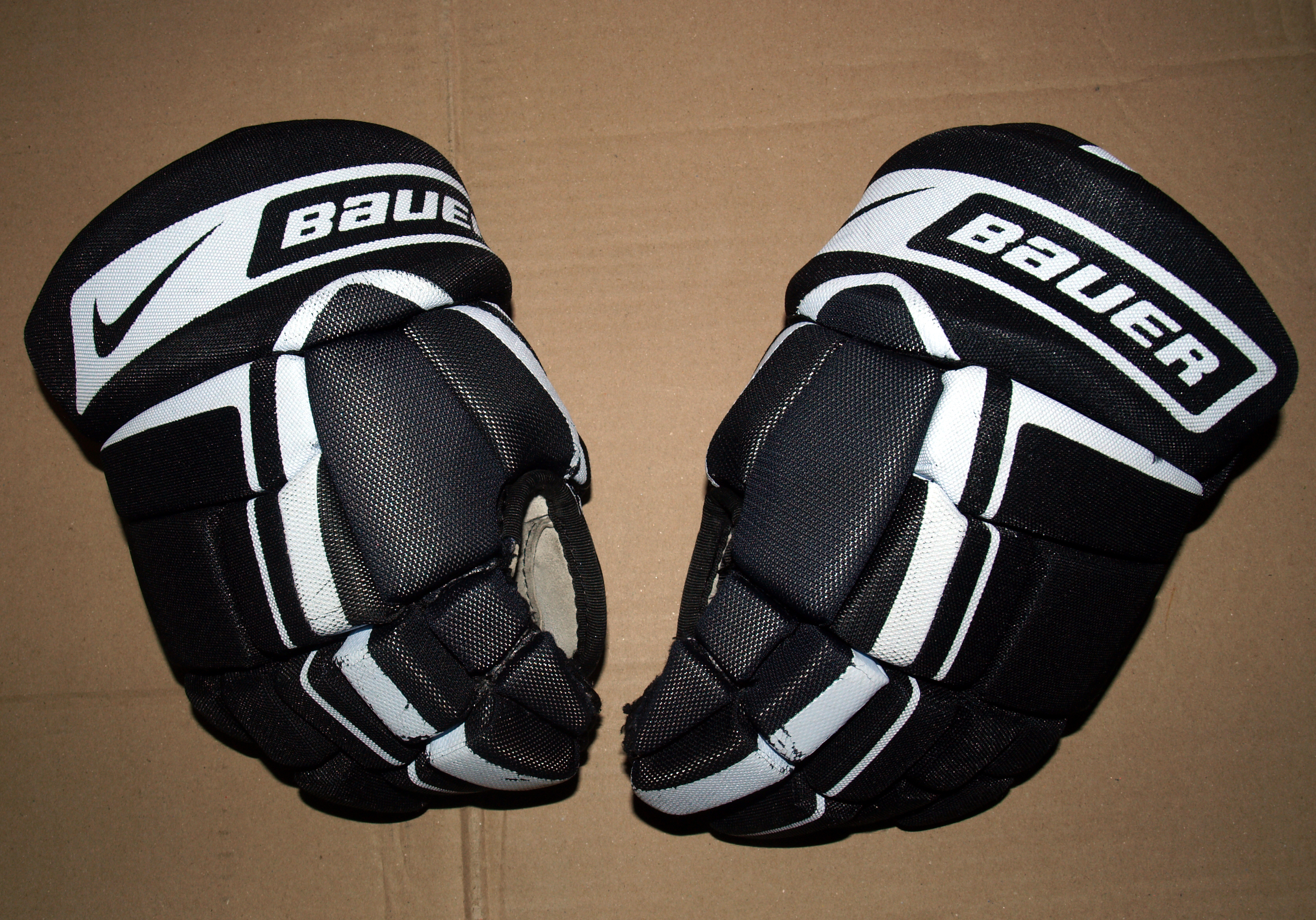
Gants de hockey de la marque Nike Bauer en 2014.

### Patineurs

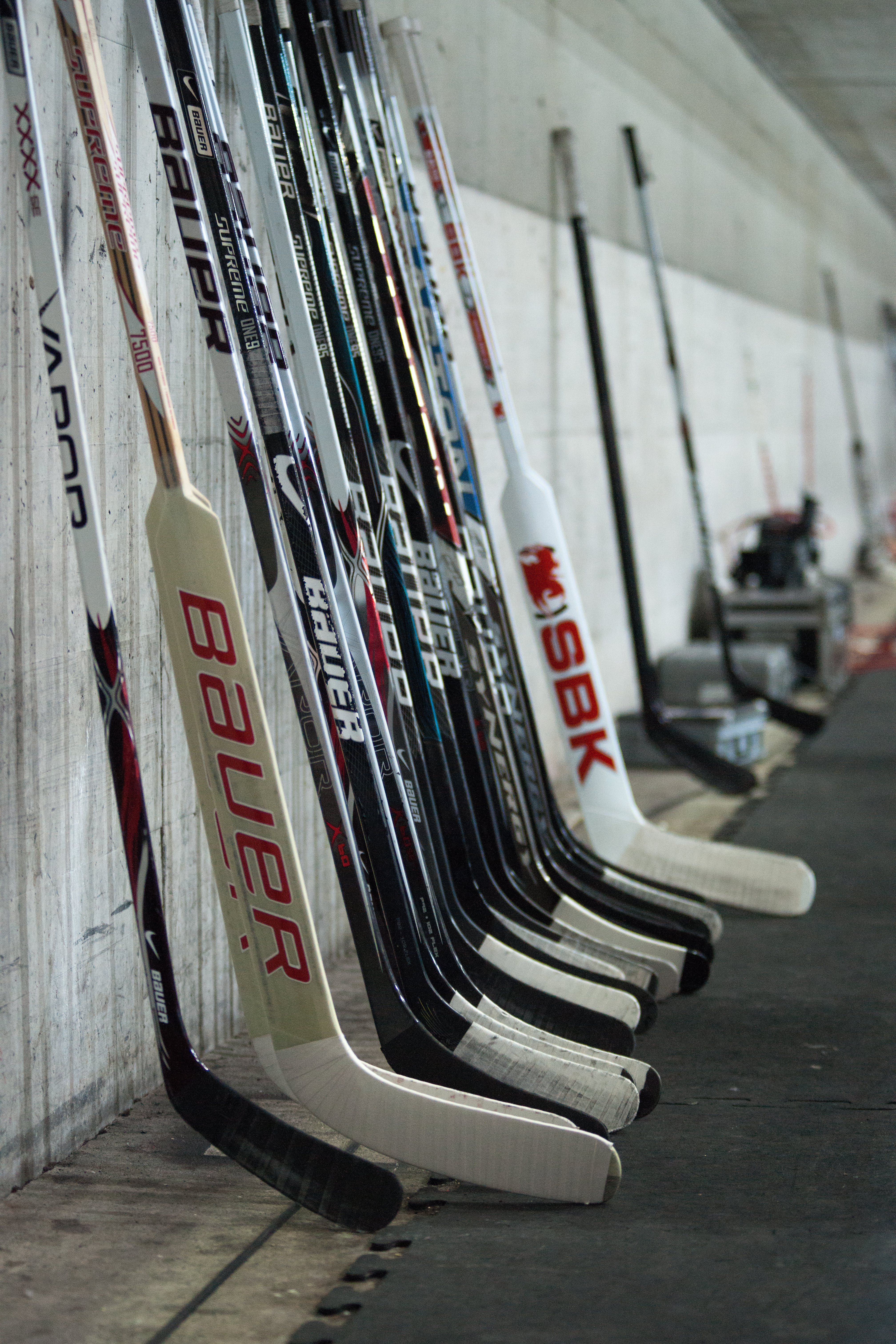
Crosse de gardien Bauer en premier plan, ancienne générations (2010).

- Jonathan Toews
- Martin Saint-Louis
- Eric Staal
- Jordan Staal
- Marc Staal
- Patrick Kane
- Kirby Dach
- Cole Caufield
- Mike Richards
- Jeff Carter
- Erik Cole
- Simon Gagne
- Olli Jokinen
- Anze Kopitar
- Ryan Kesler
- Owen Power
- Tyler Seguin
- Patrick Sharp
- Patrik Laine
- Jack Eichel
- Jonathan Marchessault
- Quinn Hughes
- Jack Hughes
- Luke Hughes
- Šimon Nemec
- Alex Pietrangelo
- Jaccob Slavin
- Trevor Zegras
- David Pastrnak
- Dustin Penner
- Claude Giroux
- Ryan Getzlaf
- Chris Kreider
- Adam Fox
- David Savard
- Jean-Gabriel Pageau
- Aleksander Barkov
- William Nylander
- Johan Franzén
- T.J. Oshie
- Cale Makar
- Shea Weber
- Dougie Hamilton
- Adam Fantilli
- Kristopher Letang
- Juraj Slafkovský
- Andrew Cogliano
- Tim Stützle
- Andrei Svechnikov
- Jesperi Kotkaniemi
- Brady Tkachuk
- Jesper Bratt
- Elias Pettersson
- Steven Stamkos
- Nick Suzuki
- Leo Carlsson
- Pavel Zacha
- Bo Horvat
- Victor Hedman
- Nikita Kucherov
- Kirill Kaprizov
- Noah Dobson
- Alexis Lafrenière
- Pierre-Luc Dubois
- Martin Necas
- Lane Hutson
- Marie-Philip Poulin
- Laura Stacey
- Danielle Serdachny

### Gardiens
- Henrik Lundqvist
- Brent Johnson
- Peter Budaj
- Johan Hedberg
- Tomas Vokoun
- Miikka Kiprusoff
- Brian Elliott
- Martin Biron
- Ilya Bryzgalov
- Viktor Fasth
- Linus Ullmark
- Andreï Vassilevski
- Jake Oettinger
- Jake Allen
- Elvis Merzļikins
- Spencer Knight
- Carter Hart
- Logan Thompson